# Tommy de Jong
Tommy de Jong (Straatsburg, 6 februari 1987) is een Franse voetballer.
De Jong heeft zijn voetbalopleiding genoten bij RC Strasbourg, waarmee hij de nationale juniorenbeker heeft gewonnen. Na een jaar professioneel gespeeld te hebben bij FC Martigues, besloot hij naar Nederland te gaan, waar hij een driejarig contract tekende bij FC Dordrecht. In de openingswedstrijd van het seizoen 2008/09 stond De Jong al gelijk in de basis. Desondanks lukte het de Fransman niet om een basisplaats te veroveren. Hij moest het vooral doen met invalbeurten. In de winterstop werden er door FC Dordrecht nieuwe spelers gehaald, zodat er voor De Jong geen uitzicht meer was op veel speelminuten. Daarop besloot hij terug te keren naar Frankrijk.
Tommy de Jong is de eerste Fransman die voor FC Dordrecht heeft gespeeld. Hij heeft twaalf competitiewedstrijden en één bekerduel gespeeld. Hierin wist hij niet te scoren.
| Seizoen | Club         | Wedstrijden | Doelpunten | Competitie           |
| ------- | ------------ | ----------- | ---------- | -------------------- |
| 2007/08 | FC Martigues | 2           | 0          | Championnat National |
| 2008/09 | FC Dordrecht | 12          | 0          | Eerste divisie       |
| Totaal  |              | 14          | 0          |                      |